# 巴罗达大学
巴罗达大学（英語：Maharaja Sayajirao University of Baroda，全名：巴罗达哈拉贾·萨亚吉劳大学，原巴罗达学院）是一座位于印度古吉拉特邦巴罗达的公费大学。1881年建校时它是一座学院，1949年印度独立时它升级为大学。后来它以前巴罗达土邦王公萨亚吉劳·盖克瓦德三世命名。
巴罗达大学提供学士、硕士和博士课程。它有89个科系，分布在六个校园（两个在郊区，四个在市内），共占地275公顷。

## 历史

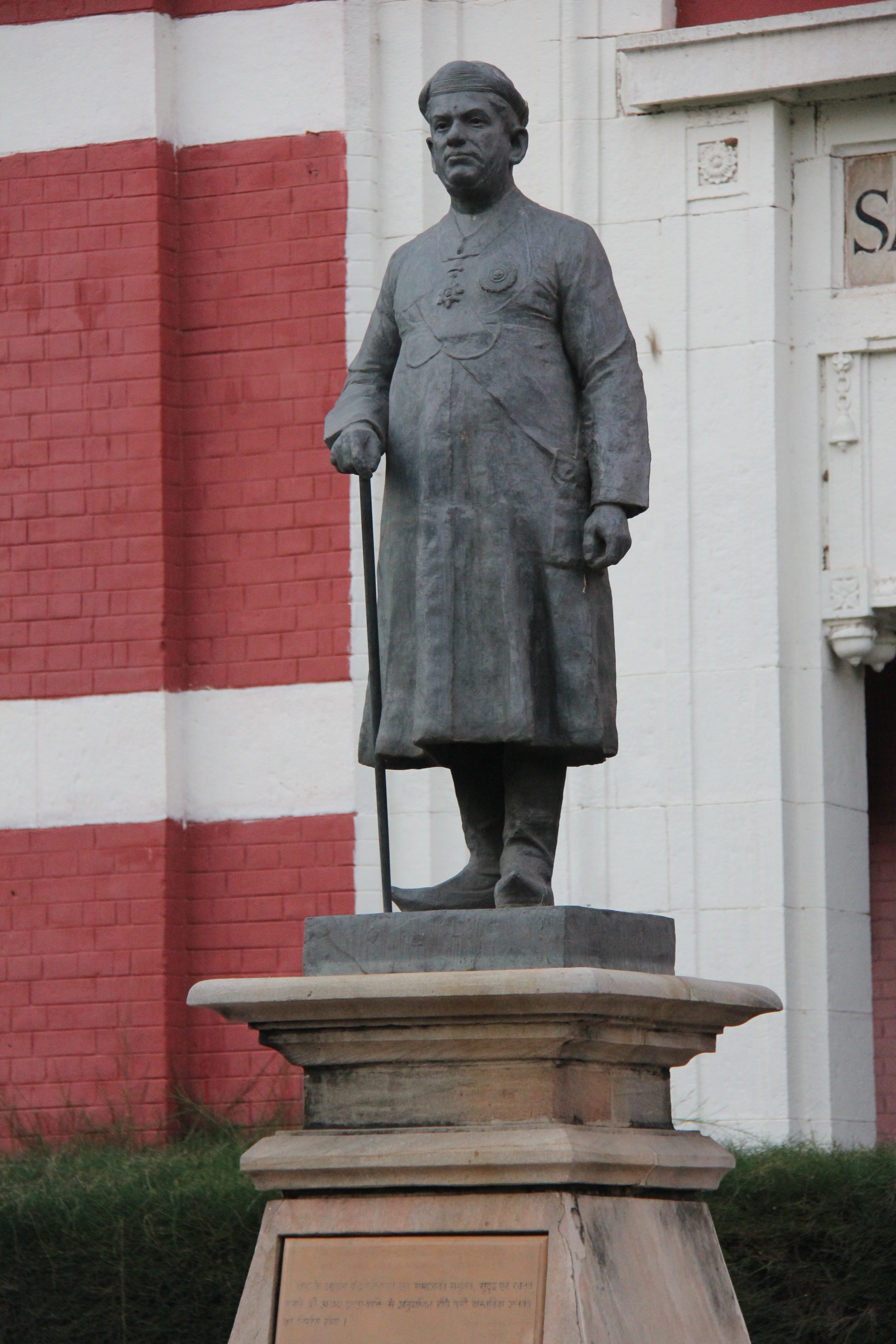
校园里萨亚吉劳·盖克瓦德三世的塑像

巴罗达大学的前身是1881年巴罗达土邦建设的巴罗达学院。大学的主楼是罗伯特·奇泽姆设计的，其风格是印度撒拉逊建筑风格，这是一种融合印度式和拜占庭式拱顶和拱门的建筑风格，建筑材料是砖和多色的石头。今天大学的艺术系在这座建筑里。主拱顶和会议厅是模仿比贾布尔的果尔·古姆巴斯设计的。
1949年巴罗达土邦的最后一名王公普拉塔普·辛格·拉奥·盖克瓦德根据他祖父萨亚吉劳·盖克瓦德三世的遗愿建立了巴罗达大学。他还设立了一个基金会来保证前巴罗达土邦人民的教育和其它需求，这个基金会今天还存在。

## 学院

### 科学学院
1881年创办的巴罗达学院有艺术和科学两个部门。科学系是1951年设立的。科学系今天所在的老建筑是1934年建成的。它的小铜拱顶非常触目，它的西侧是教育和心理学系建筑，东侧是雄伟的老学院建筑，今天那里是艺术系。

#### 物理系
巴罗达大学物理系是1949年创办的，它是印度物理学教育的一个重要中心，提供学士、硕士和博士学位课程。它受印度政府科学和技术署资助。硕士学生可以在固体物理、电子和通讯、核物理和分子光谱学专业进修。物理系还有两座印度最高的和著名的观测站：一座天文台和一座气象台。
这里的学者拥有高级技术仪器来研究凝聚态物理、材料物理、实验核物理、光谱学、理论粒子物理和天文学。
它是印度历史最悠久的物理系之一，采纳了伯克利教科书和费曼教科书等作为课本。系也有非常活跃的协会。诺贝尔奖得主文卡特拉曼·拉马克里希南就是该系的毕业生。

#### 維克拉姆·薩拉巴伊博士细胞和分子生物研究所

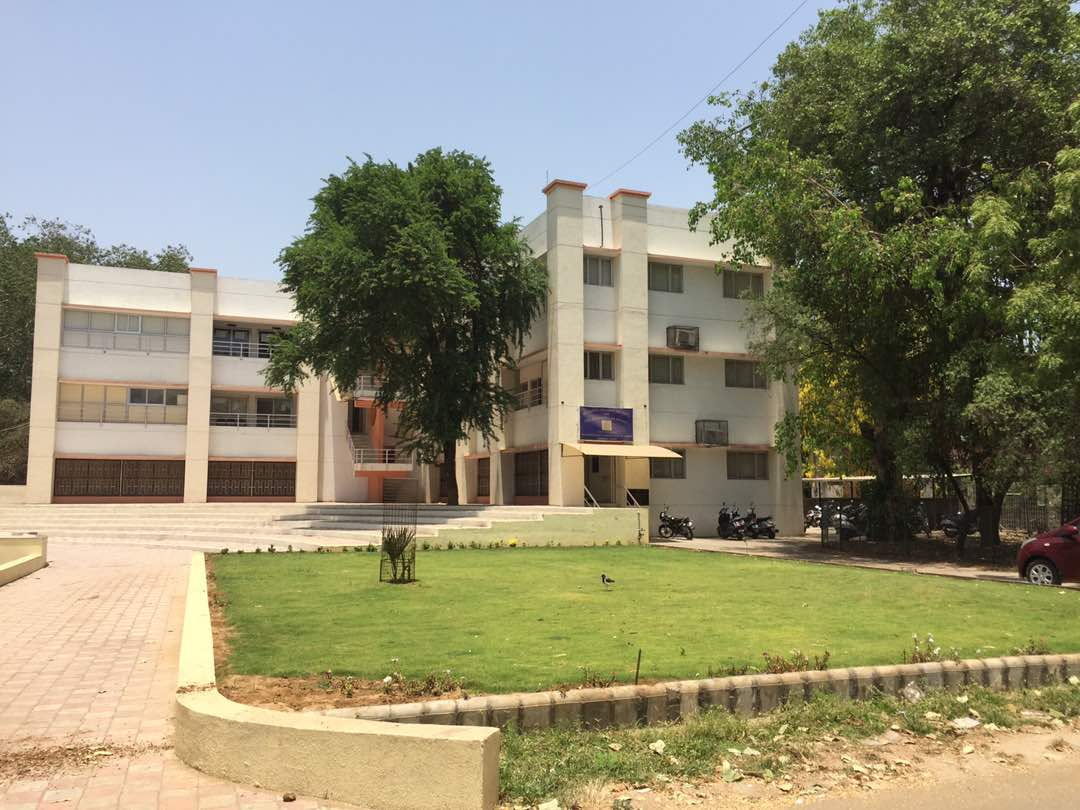
維克拉姆·薩拉巴伊博士细胞和分子生物研究所

維克拉姆·薩拉巴伊博士细胞和分子生物研究所是2012年创办的，它是一座综合学科研究所，结合了科学学院的多个系。研究所获得古吉拉特邦政府资助。2012年研究所开始提供为期5年的细胞和分子生物学科学硕士课程。研究所通过录取考试每年招生30人。

#### 计算机程序系
这个系是2013年正式成立的，提供三个课程：计算机程序学士、信息技术硕士和软件技术硕士。

#### 生物化学系
生物化学系是1955年从化学系里分离出来的。它有一营养研究中心。2006年巴罗达大学的生物化学系获得政府优秀奖赏。这个奖赏包括给50名研究学生提供生物化学和医疗生物技术硕士进修。
生物化学系的课程包括酶学、遗传学、分子生物学、神经科学、植物生物化学、內分泌學、临床生物化学等。基础课程包括微生物学、生物化学、遗传学、发展生物学、基因工程、生化工程和生物物理系、生物统计学、环境生物学的一些内容。系的研究范围包括细菌合作、聚酮化合物合酶、抗菌素耐药性、细胞凋亡、磷酸盐增溶、固氮作用、益生菌、重金属毒性、糖尿病、前列腺癌、女性不育、内生菌、磁脂质体、蛋白质折叠和白癜风。系的研究重点在微生物技术，其中包括遗传学、分子生物学、工业微生物学、免疫学和其它与微生物学和生物技术相关的研究。系获得政府资助购买新设备和加强其基础结构。

### 表演艺术学院

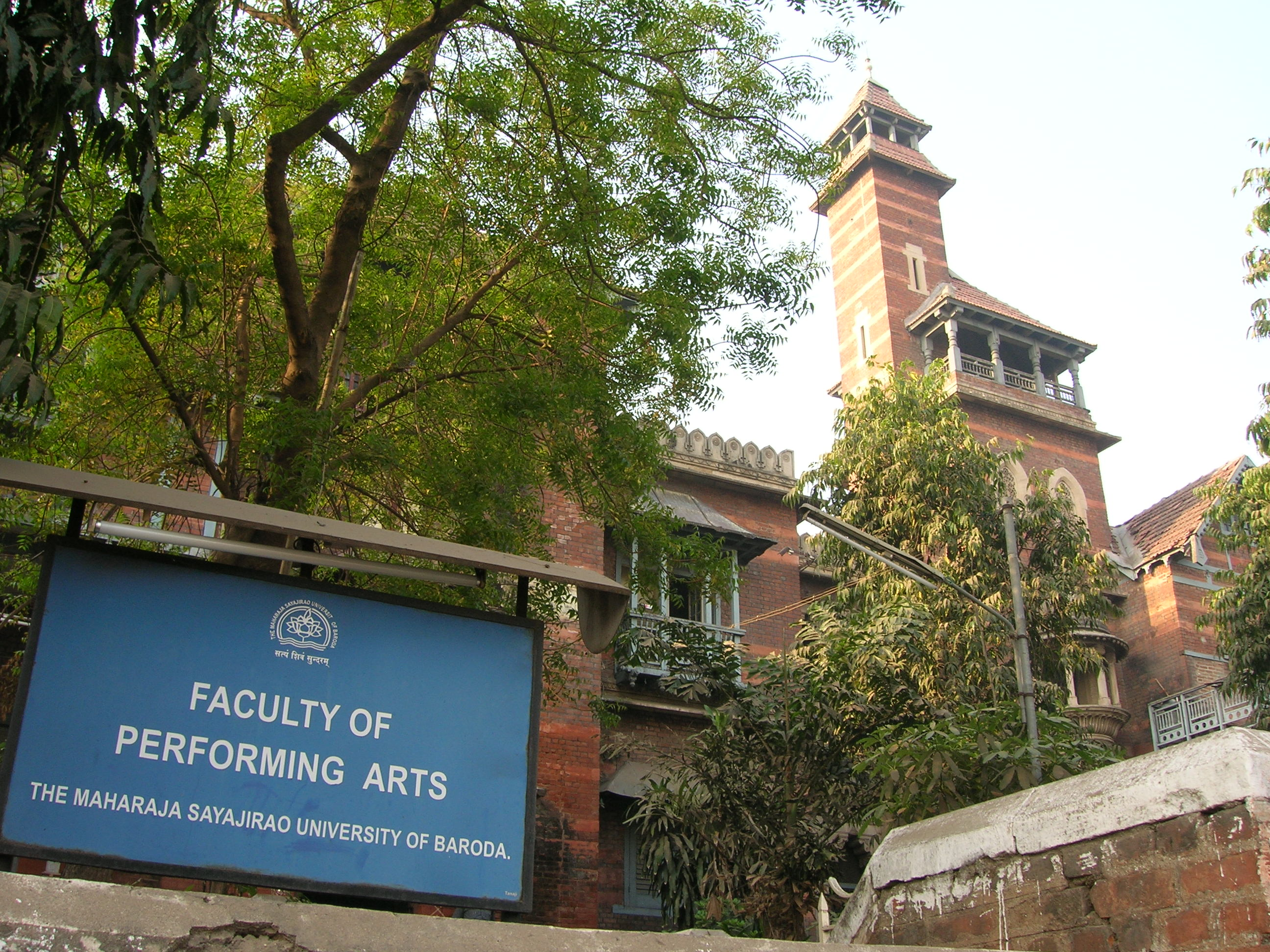
表演艺术学院建筑

#### 古典音乐
萨亚吉劳·盖克瓦德三世本人是印度古典音乐的赞助人。1886年2月26日在盖克瓦德三世的赞助下印度音乐艺术院成立。后来这个艺术院成为音乐学院，今天它是巴罗达大学表演艺术学院的系。艾娜雅特·罕曾经在这里上学。1932年印度音乐教育史上第一名获得音乐毕业证书的学生从这里毕业。

#### 舞蹈
1950年巴罗达大学开创了印度第一套舞蹈课程。
1880年盖克瓦德三世结婚。新娘熟知印度古典音乐并带来了两名舞蹈者、两名指挥和两名教师。其他艺人慕名而至。1939年这些艺人和他们的后人迁往印度南部参加电影工作。1949年他们被召回，进行音乐教育，后来这个学校被纳入巴罗达大学成为其舞蹈系。

### 艺术学院

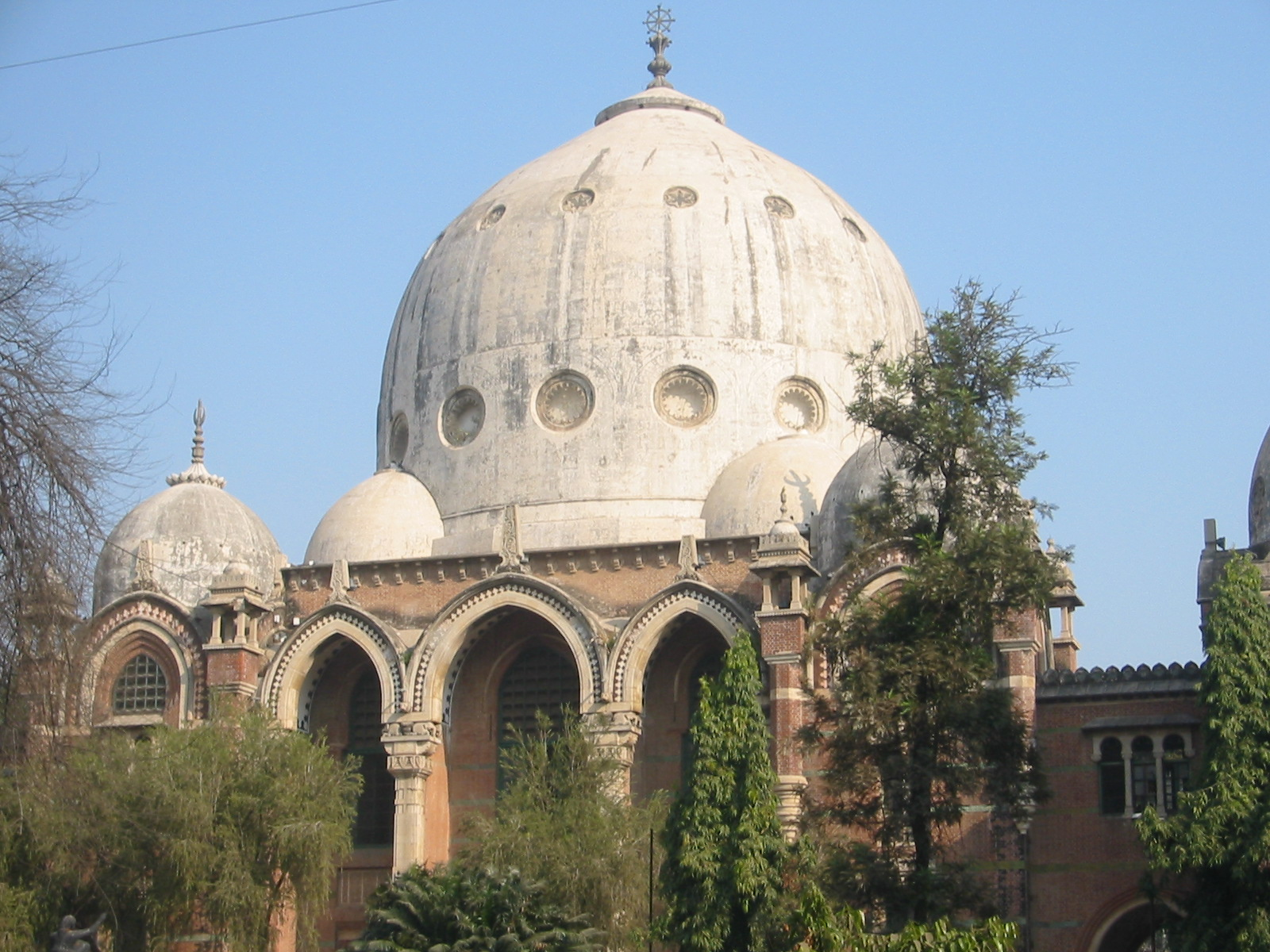
艺术学院的拱顶

艺术学院建筑的拱顶是根据比贾布尔的果尔·古姆巴斯设计的，它经常被喻为印度教育机构最美丽的拱顶。

#### 系
- 考古和古代历史系
- 人类学系
- 阿拉伯语系
- 加拿大研究系
- 经济学系
- 英语系
- 法语系
- 地理系
- 德语系
- 古吉拉特语系
- 印地语系
- 历史系
- 国际关系系
- 图书馆和信息科学系
- 语言学系
- 马拉地语系
- 波斯语系
- 哲学系
- 政治科学系
- 巴利语系
- 普拉克里特诸语言系
- 俄语系
- 梵语系
- 信德语系
- 社会学系
- 传统梵语研究系
- 乌尔都语系
- 教育和心理学系

### 管理学院
巴罗达大学管理学院于1984年创办。其教程获全印度技术教育理事会批准。学院提供市场营销、金融、人力资源管理和信息系统专业。1995年学院的2两年工商管理碩士招生数从30提升到40。1997年学院引入3年的工商管理碩士夜校学程。

### 医学院
巴罗达医学院附属于巴罗达大学。

### 药学院
巴罗达大学药学院是2015年成立的。此前它是技术和工程学院的一个系。2020年它被印度国家机构排名构架评为印度第14名药学院。

## 图书馆
巴罗达大学的图书馆是1950年开设的。

## 东方研究所
东方研究所于1927年9月1日在巴罗达设立。一开始它被设置在中心图书馆内，后来被迁到王宫附近的一座建筑里。从1951年到1975年在大學撥款委員會的资助下它编辑出版了长达七卷的注释《罗摩衍那》。
萨亚吉劳·盖克瓦德三世收藏了一万多份手抄本，今天这些文件都收藏在东方研究所，其中最古老的源于1656年。萨亚吉劳·盖克瓦德三世也是研究所最早的计划者，他在1893年就有这个打算来。其灵感来于1891年创办的迈索尔东方研究所。该研究所是盖克瓦德的好朋友迈索尔王公创办的。
东方研究所也组织学会和会议。

## 学生生活

### 电台
巴罗达大学有一网上校园电台。它是2015年一名过去的学生创办的。

## 知名毕业生
- 文卡特拉曼·拉马克里希南
- 維諾巴·巴韋